# Совокупное предложение

Кривая совокупного предложения (P — уровень цен, Y — реальный объем производства)

Совоку́пное предложе́ние — общее количество товаров и услуг, произведённых в экономике (в стоимостном выражении). Часто используется как синоним ВНП.

## Кривая совокупного предложения
Кривая совокупного предложения (AS) показывает, какой объём совокупного выпуска может быть предложен производителями при разных значениях общего уровня цен. Выделяют три отрезка кривой (AS):
1. Горизонтальный (кейнсианский). При постоянных ценах происходят изменения в объёмах национального производства. (Кейнсианский отрезок кривой совокупного предложения — горизонтальный отрезок кривой совокупного предложения, на котором уровень цен остаётся постоянным, когда объём реального ВНП меняется).
2. Восходящий (промежуточный). Рост цен сопровождается увеличением объёмов национального производства. (Промежуточный отрезок кривой совокупного предложения — восходящий отрезок кривой совокупного предложения, находящийся между кейнсианским и классическим отрезками).
3. Вертикальный (классический). ВНП остаётся неизменным, а растут только цены. (Классический отрезок кривой совокупного предложения — вертикальный отрезок кривой совокупного предложения, соответствующий положению экономики при полной занятости), при этом объём производства обусловлен только количеством факторов производства и имеющейся технологией, но не обусловлен уровнем цен.

На осях координат отмечается совокупный уровень цен (P) и совокупные доходы или совокупный выпуск (Y).
Предложение отражает изменение объёма совокупного предложения, движением вдоль этой кривой, в зависимости от движения цен. Также сдвигу кривой совокупного предложения влево (АS2) или вправо (AS1) способствуют неценовые факторы. К неценовым факторам относят изменение технологии, цен на ресурсы, уровень налогообложения и т. д.
Также существует краткосрочный и долгосрочный временные периоды, которые оказывают сильное воздействие на кривую совокупного предложения. Различия между ними связывают в основном с поведением номинальных и реальных величин переменных. Номинальная величина выступает как заработная плата, цена, ставка процента и др. Реальная величина выступает объёмом выпуска, реальной ставкой процента, уровнем занятости и др. В краткосрочном периоде номинальная величина изменяется очень медленно, а реальная, наоборот, изменяется очень быстро. В долгосрочном всё происходит наоборот: реальные изменяются медленно, а номинальные быстро. Следовательно исходя из этого можно изобразить краткосрочную кривую (SRAS — «Short Run Aggregate Supply») и долгосрочную кривую совокупного предложения (LRAS — «Long Run Aggregate Supply»)
Форма кривой по-разному интерпретируется в кейнсианской и классической экономических школах.

## Неценовые факторы совокупного предложения
1. Уровень спроса может стимулировать или замедлять рост производства.
2. Производительность труда. Её изменение ведёт к изменению объёма производства, что формирует совокупное предложение.
  - Технологические инновации могут значительно увеличить объём производства.
  - Образование и квалификация рабочей силы.
3. Инфраструктура: транспортная сеть, энергетика, связь могут содействовать или ограничивать способность предприятий к расширению производства.
4. Правовые нормы могут ограничивать или способствовать развитию как отдельных секторов экономики, так и оказывать глобальное воздействие.
  - Налоги, субсидии, квоты.
  - Регулирование, лицензирование.
  - Таможенные барьеры.
  - Экологические ограничения.
5. Развитость финансового сектора может способствовать расширению производства, тогда как ограниченный доступ к внешнему финансированию может стать препятствием.
6. Демография: изменение численности и структуры населения влияет как наличие рабочей силы, так и на объёмы потребления товаров.
7. Политическая стабильность.

Также некоторые факторы, указанные ниже, оказывают влияние на величину совокупного предложения:
1. Цены на ресурсы влияют на издержки производства и, как результат, на структуру совокупного предложения.
2. Цены на другие товары, особенно на конкурирующие или товары-заместители.

## Состояние совокупного предложения
Состояние совокупного предложения в первую очередь зависит от состояния издержек производства на единицу продукции, что оказывает прямое воздействие на величину цен товаров и услуг. В свою очередь, это оказывает огромное воздействие на деловую активность самых различных отраслей производства, поскольку речь идёт о величине прибыли и соответствующей рентабельности производства.
Конечно, факт снижения издержек производства на единицу производимой продукции для объяснения изменений в росте производства не вызывает сомнений. Однако за этим фактом скрывается огромная творческая работа на самых различных уровнях экономической жизни страны. Снижение издержек возможно только при росте общественной производительности труда, что в свою очередь предполагает использование более совершенной технологии производства, организации и управления бизнесом, существование рациональной отраслевой производственной структуры, гармоничное взаимодействие производственной и внепроизводственной сфер деятельности, стабильное социально-экономическое положение в стране.